# احمد بهادری
احمد بهادری (۱۲۹۰ - ۱۳۵۶) از مالکان آذربایجان، سناتور و نماینده مجلس شورای ملی بود.
فرزند حاج صمصام از مالکان بزرگ آذربایجان بود. خودش نیز به ملک‌داری و کشاورزی اشتغال داشت  تا اینکه در سال ۱۳۲۶ به نمایندگی سرآب و میانه به مجلس شورای ملی راه یافت. دو دوره نماینده این حوزه انتخابیه و سپس پنج دوره نماینده تبریز شد. در دوره چهارم مجلس سنا، نماینده انتخابی آذربایجان شد. تا هنگام مرگ سه دوره سناتور انتخابی و یک دوره سناتور انتصابی بود.